# Palacio Piria
Palacio Piria – budynek pałacowy położony w dzielnicy Centro miasta Montevideo, stolicy Urugwaju.

## Opis
Budynek znajduje się przy ulicy Hector Gutiérrez Ruiz 1320, naprzeciwko placu Plaza de Cagancha. Autorem projektu pałacu ukończonego w 1917 roku, jest francuski architekt Camille Gardelle. Wybudowany w stylu eklektycznym.
Pierwszym właścicielem pałacu był urugwajski przedsiębiorca i polityk Francisco Piria, który pałac użytkował jako swoją rezydencję, aż do śmierci w 1933 roku. 
W 1975 roku obiekt został uznany za narodowy pomnik historii. Obecnie w pałacu mieści się siedziba Sądu Najwyższego Urugwaju (Suprema Corte de Justicia de Uruguay).  
Przed wejściem do rezydencji znajduje się "Pomnik Sprawiedliwości", ustawiony w 1998 roku, dzieło architekta i artysty-plastyka Rafaela Lorente Mourelle.